# Белоносовский сельсовет (Свердловская область)
Белоносовский сельсовет — упразднённая в 1954 году административно-территориальная единица в Покровском районе Свердловской области РСФСР СССР. Административный центр — деревня Белоносова.

## История
В 1928 году сельсовет в составе  Покровского района Шадринского округа Уральской области.
В 1930 году Покровский район был упразднён. Белоносовский сельсовет входил в состав Уральской области.
В 1935 году Покровский район восстановлен в составе Челябинской области, Белоносовский сельсовет входил в его состав.
На основании Указа Президиума Верховного Совета РСФСР от 15 июня 1942 года Покровский район, в том числе Белоносовский сельсовет, выделены из Челябинской области и включены в состав Свердловской области
Указа Президиума Верховного Совета РСФСР от 18 июня 1954 года Мосинский и Белоносовский сельские Советы объединены в один Мосинский сельский Совет.